# Krokiew

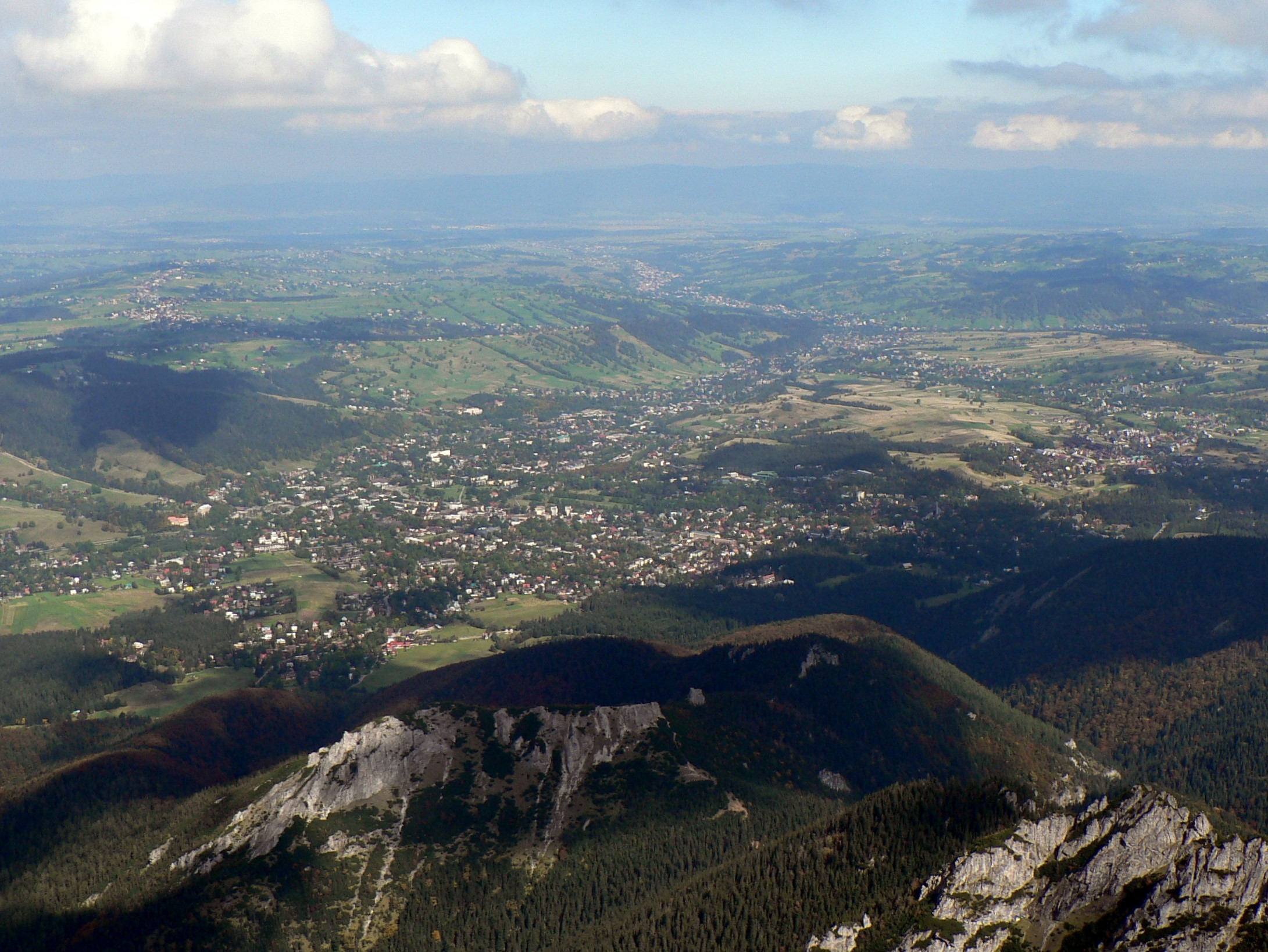
Blick vom Giewont

Die Krokiew ist ein Bergmassiv in der polnischen Westtatra mit 1378 Metern Höhe nördlich des Massivs des Giewont.

## Lage und Umgebung
Unterhalb des Gipfels liegen die Täler Dolina Strążyska und Dolina Małej Łąki. Auf den Nordhängen des Berges befinden sich zahlreiche Zakopaner Skisprungschanzen, unter anderem die Wielka Krokiew und die Średnia Krokiew.

## Tourismus
Die Krokiew ist bei Wanderern sehr beliebt.

### Routen zum Gipfel
Der Wanderweg Ścieżka nad Reglami führt auf den Gipfel.
- ▬ Ein schwarz markierter Wanderweg führt vom Zakopaner Stadtteil Kuźnice über den Gipfel bis ins Tal Dolina Chochołowska.
- ▬ Ein gelb markierter Wanderweg führt vom Kloster Klasztor Albertynek na Kalatówkach auf den Gipfel.

Als Ausgangspunkt für eine Besteigung seiner Hänge aus den Tälern eignen sich die Kondratowa-Hütte, Ornak-Hütte und das Kalatówki-Berghotel.

## Belege
- Zofia Radwańska-Paryska, Witold Henryk Paryski, Wielka encyklopedia tatrzańska, Poronin, Wyd. Górskie, 2004, ISBN 83-7104-009-1.
- Tatry Wysokie słowackie i polskie. Mapa turystyczna 1:25.000, Warszawa, 2005/06, Polkart, ISBN 83-87873-26-8.

## Panorama

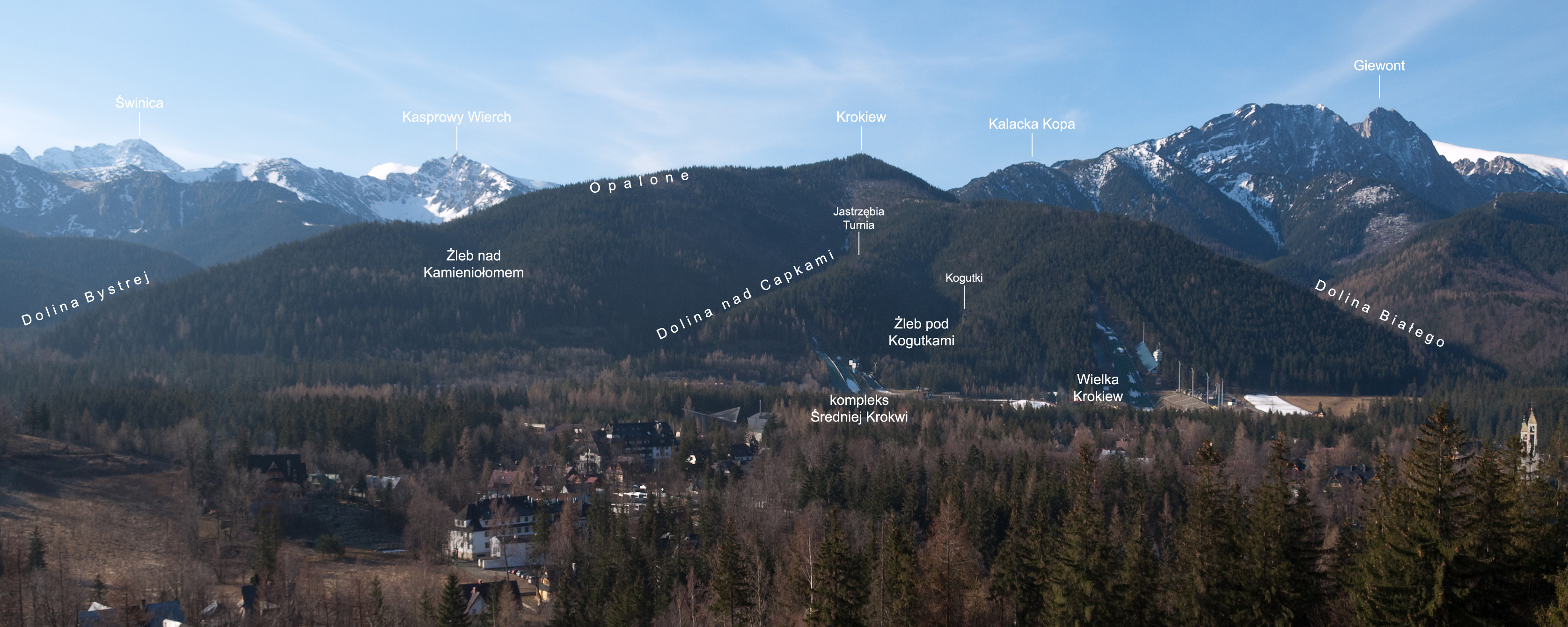
Blick von der Antałówka